# Eye Candy
Eye Candy este cel de-al doilea album de studio al grupului muzical britanic Mis-Teeq. Acesta a primit numeroase recenzii pozitive și s-a clasat pe locul 6 în Regatul Unit. Materialul a fost realizat cu ajutorul unor producători precum: Delroy Andrews, Blacksmith, Ed Case, Karl Daniel, Joe, Dave Kelly, Mushtaq, Salaam Remi, Rishi Rich, Jolyon Skinner, Stargate sau Staybent.
De pe disc au fost promovate trei extrase pe single, toate obținând clasări de top 15 în UK Singles Chart.

## Lista cântecelor
Ediția limitată
1. „My Song”
2. „Scandalous”
3. „Can't Get It Back”
4. „Dance Your Cares Away”
5. „All In One Day”
6. „Strawberrez”
7. „Nitro”
8. „Home Tonight” (în colaborare cu Joe)
9. „Do Me Like That”
10. „That's Just Not Me” (în colaborare cu Baby Cham)
11. „How Does It Feel”
12. „Best Friends”
13. „It's Beginning To Feel Like Love”
14. „Eye Candy”
15. „Just For You”

Ediția limitată
1. „Sumthin' Scandalous” (în colaborare cu Redman)
2. „Style”
3. „Scandalous” (remix de Stargate)
4. „Can't Get It Back” (editare radio de Ignorant's)
5. „My Song”
6. „Strawberrez”
7. „Home Tonight” (în colaborare cu Joe)
8. „Nitro”
9. „Dance Your Cares Away”
10. „That's Just Not Me” (în colaborare cu Baby Cham)
11. „How Does It Feel”
12. „It's Beginning To Feel Like Love”
13. „Hey Yo”
14. „Style” (remix de Linus)
15. „Eye Candy”
16. „Just For You”
17. „Best Friends”
18. „Do Me Like That”
19. „Can't Get It Back”
20. „All In One Day”

## Clasamente
| Clasament                | Poziția maximă | Referință |
| ------------------------ | -------------- | --------- |
| French Albums Chart      | 95             | [ 4 ]     |
| Swiss Albums Chart       | 77             | [ 4 ]     |
| Irlanda Albums Chart     | 48             | [ 4 ]     |
| New Zeeland Albums Chart | 40             | [ 4 ]     |
| UK Albums Chart          | 6              | [ 4 ]     |